# Route Irish
Pour plus de détails, voir Fiche technique et Distribution.
Route Irish est un long métrage britannique, belge, français, espagnol et italien réalisé par Ken Loach, en sélection officielle au Festival de Cannes 2010, sorti le 16 mars 2011 en France et deux jours plus tard (le 18 mars) au Royaume-Uni.
En intégrant à ce film des images de guerre ayant été tournées lors des faits et non pas mises en scène pour le film, Ken Loach fait fusionner fiction et documentaire pour dénoncer la privatisation de la guerre en Irak.

## Synopsis
Frankie et Fergus, amis depuis l’enfance, sont restés très proches. Après sa démission des SAS, forces spéciales de l’Armée, Fergus a intégré une compagnie paramilitaire en Irak alors que Frankie végète. Il lui propose alors de le rejoindre et celui-ci accepte convaincu par l’énormité du salaire proposé.
Ces nouveaux mercenaires à laquelle l’armée américaine confie par contrat des missions de surveillance et de sécurité extrêmement dangereuses échappent à tout contrôle et agissent en toute impunité.
Revenu à Liverpool avant Frankie, Fergus apprend un jour de 2007 la mort de son ami dont le véhicule blindé a été attaqué et incendié sur la « route Irish », route hyper dangereuse reliant la ville de Bagdad à son aéroport. Il est troublé par les messages téléphoniques que lui a laissés Frankie la veille de sa mort, et n’accepte pas les explications données par le Chef de la Compagnie paramilitaire : « Frankie se trouvait au mauvais endroit au mauvais moment »
Cherchant à découvrir la vérité, il se retrouve en possession d’un téléphone portable à partir duquel a été filmé le meurtre de sang froid de civils irakiens par le Groupe auquel appartenait Frankie.

## Fiche technique
- Titre : Route Irish
- Réalisation : Ken Loach
- Scénario : Paul Laverty
- Production : Tim Cole et Rebecca O'Brien
- Photographie : Chris Menges
- Musique: George Fenton
- Montage : Jonathan Morris
- Pays d'origine :  Belgique
- Format : couleur
- Genre : D?drame, thriller
- Durée : 109 minutes
- Date de sortie :
  - France : 16 mars 2011
  - Royaume-Uni : 18 mars 2011
  - Belgique : 20 avril 2011

## Distribution
- Mark Womack (V. F. : Jean-Michel Fête) : Fergus
- Andrea Lowe (V. F. : Anneliese Fromont) : Rachel
- Jack Fortune (V. F. : Michel Vuillermoz) : Haynes, le chef contractor
- Geoff Bell (V. F. : Jean-Claude Leguay) : Walker, le collaborateur de Haynes
- Trevor Williams (V. F. : Jérémie Covillault) : Nelson, le coéquipier / ennemi de Frankie
- Talib Hamafraj : Harim, le musicien irakien qui aide Fergus
- John Bishop : Frankie, le meilleur ami de Fergus
- Russell Anderson : Tommy
- Craig Lundberg : Craig
- Jamie Michie : Jamie
- Stephen Lord (en) : Steve
- Najwa Nimri

Source et légende : Version française (V. F.) sur le site d’AlterEgo (la société de doublage)

## Distinctions
Le film a été présenté en sélection officielle en compétition au Festival de Cannes 2010.